# Camponotus pinguiculus
Camponotus pinguiculus är en myrart som först beskrevs av Oswald Heer 1850.  Camponotus pinguiculus ingår i släktet hästmyror, och familjen myror. Inga underarter finns listade.